# كارول مونتغومري
كارول مونتغومري (بالإنجليزية: Carol Montgomery) (و. 1965  م) هي تريثلت، ومنافسة ألعاب القوى كندية، ولدت في سيتشيلت، كولومبيا البريطانية، شاركت في الألعاب الأولمبية الصيفية 2004، ودورة ألعاب الكومنولث 2002، والألعاب الأولمبية الصيفية 2000، ودورة ألعاب الكومنولث 1994.
.

## روابط خارجية
- كارول مونتغومري على موقع الاتحاد الدولي لألعاب القوى (الإنجليزية)
- كارول مونتغومري على موقع اتحاد الترياتلون الدولي (الإنجليزية)
- كارول مونتغومري على موقع IAT Triathlon Database (الإنجليزية)
- كارول مونتغومري على موقع اللجنة الأولمبية الدولية (الإنجليزية)
- كارول مونتغومري على موقع أوليمبيديا (الإنجليزية)
- كارول مونتغومري على موقع اللجنة الأولمبية الكندية (الإنجليزية)
- كارول مونتغومري على موقع اتحاد ألعاب الكومنولث (مؤرشف) (الإنجليزية)